# Districte de Dachau
El districte de Dachau, en alemany Landkreis Dachau, és un districte rural (Landkreis), una divisió administrativa d'Alemanya, situat a la regió administrativa de l'Alta Baviera a l'estat federat de l'Estat Lliure de Baviera (Freistaat Bayern). Limita al sud i en sentit horari amb el districte de Fürstenfeldbruck, Aichach-Friedberg, Pfaffenhofen, Freising, Múnic, i per la ciutat de Múnic. Compta amb una població de 131.700 habitants (2017).

## Història
El districte va ser establert el 1952. Hi va haver lleus modificacions al territori en la reforma administrativa de 1972.

## Geografia
El districte s'estén des dels suburbis del nord-oest de Múnic fins als anomenats Dachauer Land. És un paisatge muntanyós, que ara és densament poblat. L'àrea metropolitana de Múnic creix cada vegada més en el territori del districte.

## Escut d'armes
| Escut d'armes | Els braços inclouen una línia de ziga-zaga vermella sobre fons blanc, que era la figura heràldica de la família dels Wittelsbach durant els segles xii i xiii. Encara que ja no es va utilitzar des del segle xiv, ara forma part dels braços de Dachau per simbolitzar que Dachau va ser anteriorment una part de l'estat bavarès. A la part superior dels braços es mostra el patró a quadres blau i blanc de Baviera. |

## Ciutats i municipis

Ciutats i municipis al Landkreis Dachau

| Ciutats   | Municipis | |
| --------- | --- | --- |
| 1. Dachau | 1. Altomünster 2. Bergkirchen 3. Erdweg 4. Haimhausen 5. Hebertshausen 6. Hilgertshausen-Tandern 7. Karlsfeld | 1. Markt Indersdorf 2. Odelzhausen 3. Petershausen 4. Pfaffenhofen an der Glonn 5. Röhrmoos 6. Schwabhausen 7. Sulzemoos 8. Vierkirchen 9. Weichs |